# Kreismuseum Osterburg
Das Kreismuseum Osterburg in Trägerschaft des Landkreises Stendal befindet sich in der Stadt Osterburg in der Altmark in Sachsen-Anhalt. 

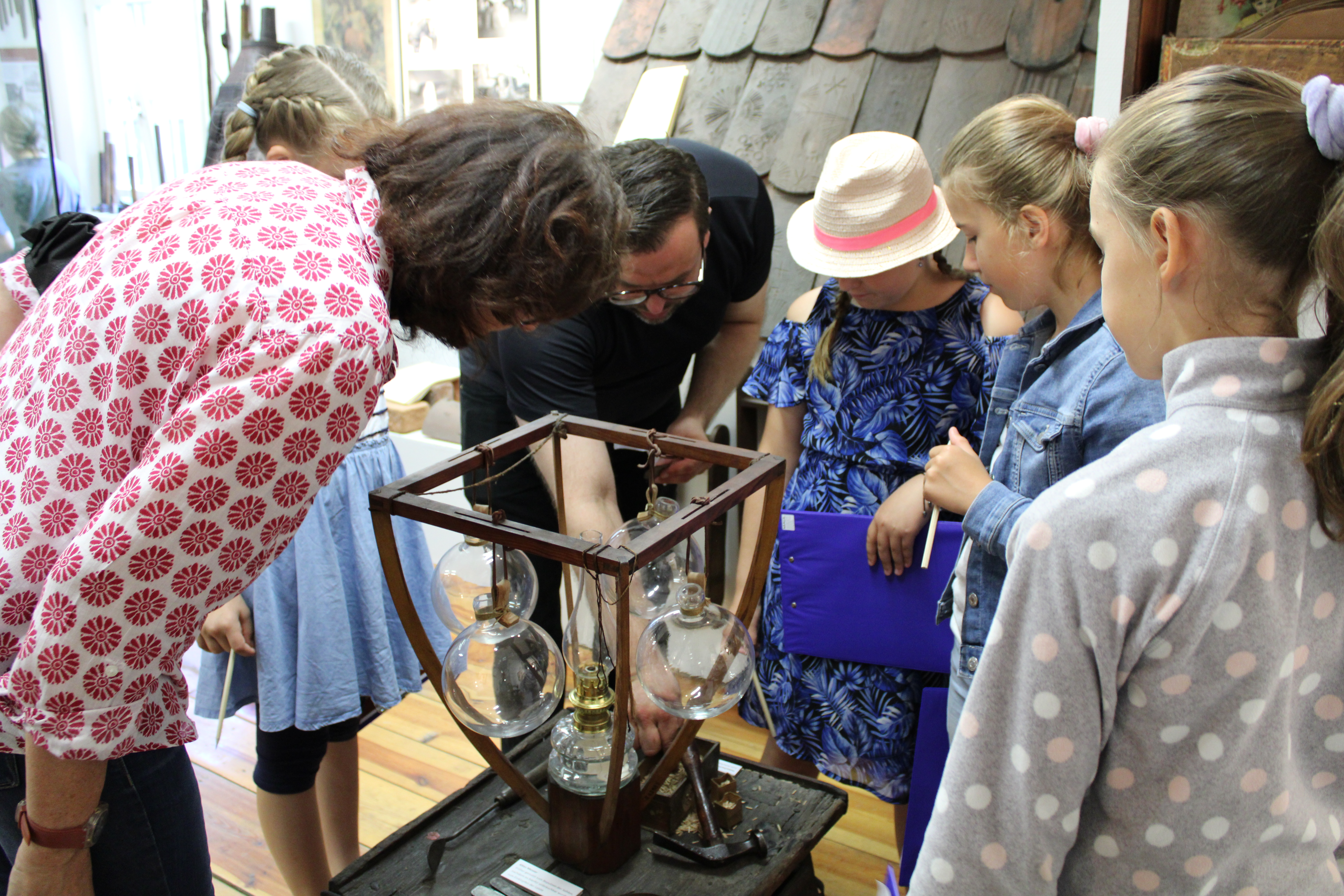
Museumspädagogische Aktion im Museum mit Schülerinnen und Schülern der Bilingualen Grundschule Altmark am 29. Juni 2022 mit dem Museumsleiter Florian Fischer

## Lage und Ausstattung
Das Museum in der Trägerschaft des Landkreises Stendal befindet sich in einem denkmalgeschützten zweigeschossigen Fachwerkhaus an der Adresse Breite Straße 46 in der Osterburger Altstadt. Das über elf Achsen langgestreckte ehemalige Wohn- und Geschäftshaus entstand im 18. Jahrhundert (nach 1762). Die Raumaufteilung des Hauses ist noch weitgehend original erhalten. Bemerkenswert ist der im Erdgeschoss befindliche mit historischen Rundbögen ausgestattete Raum, der für Wechselausstellungen genutzt wird. Mit den Nebengebäuden verfügt das Museum über Ausstellungs-, Depot- und Arbeitsflächen von ungefähr 700 m².
Die Museumssammlung beinhaltet 25.000 Einzelstücke, wovon 3000 archäologische Fundstücke des Osterburger Gebiets darstellen. Darüber hinaus besteht eine öffentliche Fachbibliothek zur Regionalgeschichte mit 6000 Bänden. Auf dem Museumshof sind Teile eines Palisadenwalls und die Holzkonstruktion einer Burg aus dem 10. Jahrhundert zu sehen.
Im Kreismuseum Osterburg finden jährlich vier bis sechs Sonderausstellungen statt.
Seit November 2023 ist das Gebäude wegen Baumängeln geschlossen. Es wurde inzwischen gesichert, um den Einsturz des Daches zu verhindern. Nun wird mit einer mehrjährigen Sanierung gerechnet. Ein teilweiser Umzug der Ausstellung innerhalb der Stadt ist vorgesehen.

## Geschichte
Das Museum wurde 1935 durch den damaligen Landkreis Osterburg gegründet und entstand damit später als vergleichbare Museen in der übrigen Altmark. Vor der Gründung wurden museale Gegenstände der Region Osterburg in das Altmärkische Museum in Stendal verbracht. Es bestand ein Altmärkischer Museums-Zweckverband Stendal-Osterburg.
Zunächst veranstaltete das neu gebildete Museum Schaufensterausstellungen in der Breiten Straße bevor Ende der 1930er Jahre eigene Ausstellungsflächen in der Stadtschule am Großen Markt bezogen werden konnten. Heute (Stand 2012) dient das Gebäude als Stadt- und Kreisbibliothek.
Inhaltlich befasste sich das Museum mit der Ur- und Frühgeschichte sowie der Volkskunde des Gebiets. Zum Ende des Zweiten Weltkriegs lagerte man die Sammlungen ein.
Anfang der 1950er Jahre bemühte man sich um eine Wiedereröffnung. In den Jahren 1953/54 wurde dann das heutige Haus als Museum eingerichtet. Ursprünglich hatte das Fachwerkhaus Breite Straße 46 als Sitz der Osterburger Handelsfirma Carl Christoph Bode gedient.
Ab 1990 wurde das Museumsprofil überarbeitet und das Museum saniert. Besonders betont wird der lokale Bezug zur Stadt Osterburg, dem sich seit 1993 zwei Dauerausstellungen widmen, die in sieben Räumen des oberen Stockwerks untergebracht sind. Eine Ausstellung thematisiert die Stadt- und Kreisgeschichte von Burgen des Mittelalters bis in das 20. Jahrhundert. Eine weitere befasst sich mit der Geschichte Osterburgs im 19. und 20. Jahrhundert, wobei auf die Entwicklungen Osterburgs als Schulstadt und Spargelstadt eingegangen wird. Im Museum befindet sich auch der Nachlass des bekannten Spargelzüchters August Huchel (1889–1963). Weitere Ausstellungen sind Historisches Handwerk, Landwirtschaft und Vom Flachs zum Leinen. Hinzu kommen viele Sonderausstellungen. Jeweils zu Ostern findet im und am Museum der Osterburger Ostermarkt mit regionalem Kunsthandwerk, Spezialitäten und Musik statt.

## Museumsleiter
| Name                 | von  | bis   | Anmerkungen                                            |
| -------------------- | ---- | ----- | ------------------------------------------------------ |
| Alfred Keseberg      | 1935 | 1945  | Ehrenamtlicher Leiter, Lehrer                          |
| Martin Lindemann     | 1953 | 1954  | Kommissarisch                                          |
| Julius Engst         | 1954 | 1955  |                                                        |
| Fritz Ebruy          | 1955 | 1966  |                                                        |
| Erich Wippler        | 1967 | 1967  | Kommissarisch                                          |
| Fritz Ebruy          | 1968 | 1973  |                                                        |
| Hans Bach            | 1973 | 1976  |                                                        |
| Boje Schmuhl         | 1977 | 1980  |                                                        |
| Florian Kokot        | 1980 | 1983  |                                                        |
| Heinz W. Preis       | 1983 | 1989  |                                                        |
| Annett Henneberg     | 1989 | 1990  | Kommissarisch                                          |
| Frank Hoche          | 1990 | 2021  | Historiker                                             |
| Dr. Ulrike Bergmannr | 2021 | 2022  | Kommissarisch                                          |
| Florian Fischer      | 2022 | heute | Historiker BA, Museumsmanagement und -Kommunikation MA |